# Mohamed Mbougar Sarr
Mohamed Mbougar Sarr   (Dakar, 20 de juny de 1990) és un escriptor senegalès en francès, Premi Goncourt de l'any 2021 per La plus secrète mémoire des hommes.

## Biografia
Mohamed Mbougar Sarr va néixer a Dakar (Senegal) l'any 1990, però va créixer a Diourbel, fill de metge en una família on ell era el més gran de set germans.
A partir de 2002 va estudiar a la Prytanee Militaire de Saint-Louis. Batxillerat en mà, es va traslladar a París per estudiar a les classes preparatòries de l'institut Pierre-d'Ailly de Compiègnees, per anar posteriorment a l'École des hautes études en sciences sociales (EHESS),
A l'escola, comença a escriure «molt mals poemes», recorda. No va ser fins als 16 anys que es va posar seriosament a escriure.
El 2011 va crear el seu blog (thingsrevues.over-blog.com) com un espai de treball sobre escriptura, estil i llenguatge, i on publica textos de naturalesa molt diversa.
Va publicar la seva primera novel·la Terre ceinte el 2014, que va rebre el Premi Ahamdou-Kourouma al Saló del llibre i de la premsa de Ginebra el 2015, després el Grand Prix du Roman métis de Saint-Denis a l'illa de la Reunió i el premi de novel·la métis d'estudiants de secundària.
La seva segona novel·la Silence du choeur es va publicar el 2017 i va rebre nombrosos premis: el premi mundial de literatura del festival Étonnants Voyageurs de Saint-Malo el 2018, el premi de novel·la métis dels lectors de la ciutat de Saint-Denis i les obres literàries del Palau de la Porte Dorée.
El 2014, va participar en el premi Stéphane-Hessel per a l'escriptura jove francesa, que va guanyar amb La Cale, que relata les confidències d'un metge a bord d'un vaixell d'esclaus.
També és un dels deu coautors de l'obra col·lectiva Politize yourself!.
Quan va guanyar el prestigiós Premi Goncourt el 2021 se'n convertí en el més jove llorejat, el primer autor senegalès en obtenir-lo i, des de feia 37 anys que no succeïa, amb una obra —La plus secrète mémoire des hommes— publicada per una editorial independent.

## Obres destacades
- 2014: La Cale
- 2015: Terre ceinte
- 2017: Silence du chœur
- 2018: De purs hommes
- 2021: La plus secréte mémoire des hommes

## Premis i reconeixements
- 2014: Premi Stéphane-Hessel
- 2015: Va ser elevat al rang de Cavaller de l'Ordre Nacional del Mèrit pel President de la República del Senegal.[6]
- 2015: Premi Ahamdou-Kourouma[2] i Grand Prix du Roman métis de Saint-Denis a l'Illa de la Reunió
- La seva segona novel·la Silence du choeur es va publicar el 2017 i va rebre nombrosos premis: el premi mundial de literatura del festival Étonnants Voyageurs de Saint-Malo el 2018, el premi de novel·la métis dels lectors de la ciutat de Saint-Denis i les obres literàries. del Palau de la Porte Dorée.[3]
- 2021: Premi Goncourt